# Rio Arșița (Dămuc)
O Rio Arşiţa é um rio da Romênia afluente do rio Dămuc, localizado no distrito de Neamţ.